# Forças Armadas da Sérvia

Emblema das forças armadas da Sérvia.

As Forças Armadas da Sérvia (FAS) são a força de defesa integrada da República da Sérvia incluindo as forças terrestres, a marinha e a força aérea. Como a maioria das forças armadas, foi criada por um decreto da Assembleia Nacional. Isto ocorreu em 8 de Julho de 2006, depois do desmorono da Jugoslávia e após a declaração de independência de Montenegro.

## Galeria

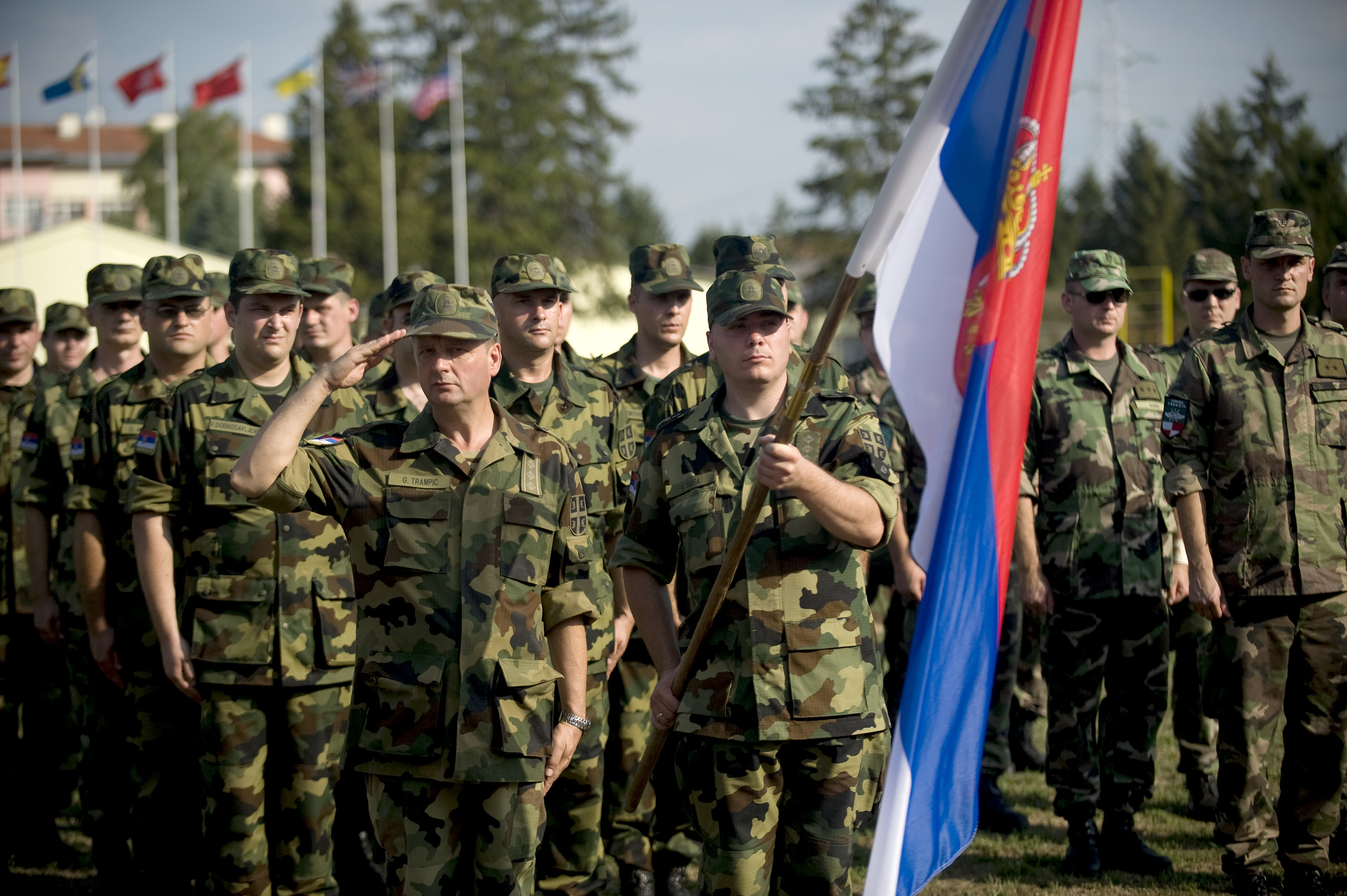
Soldados sérvios, 2009.
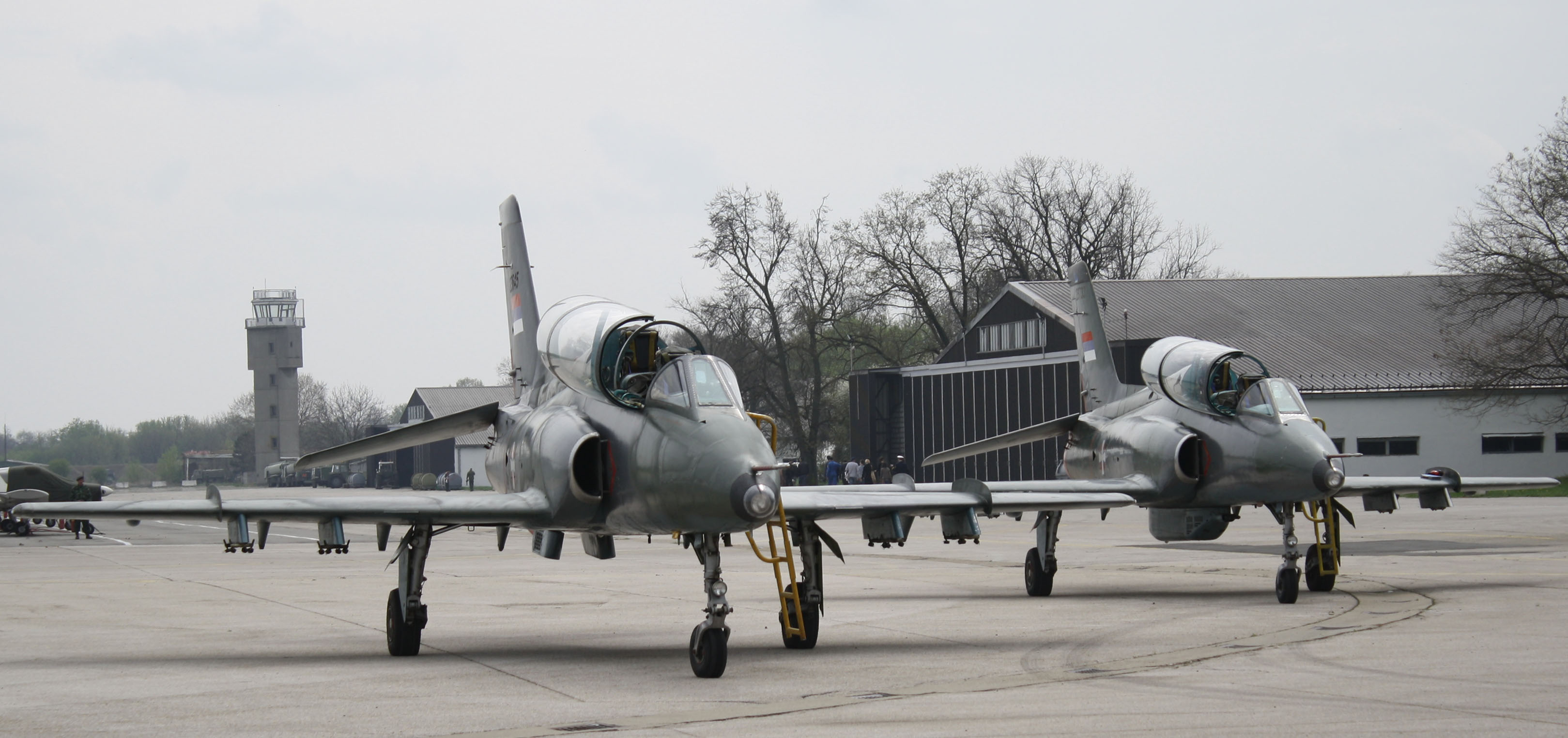
Dois G-4 Super Galebs sérvios.
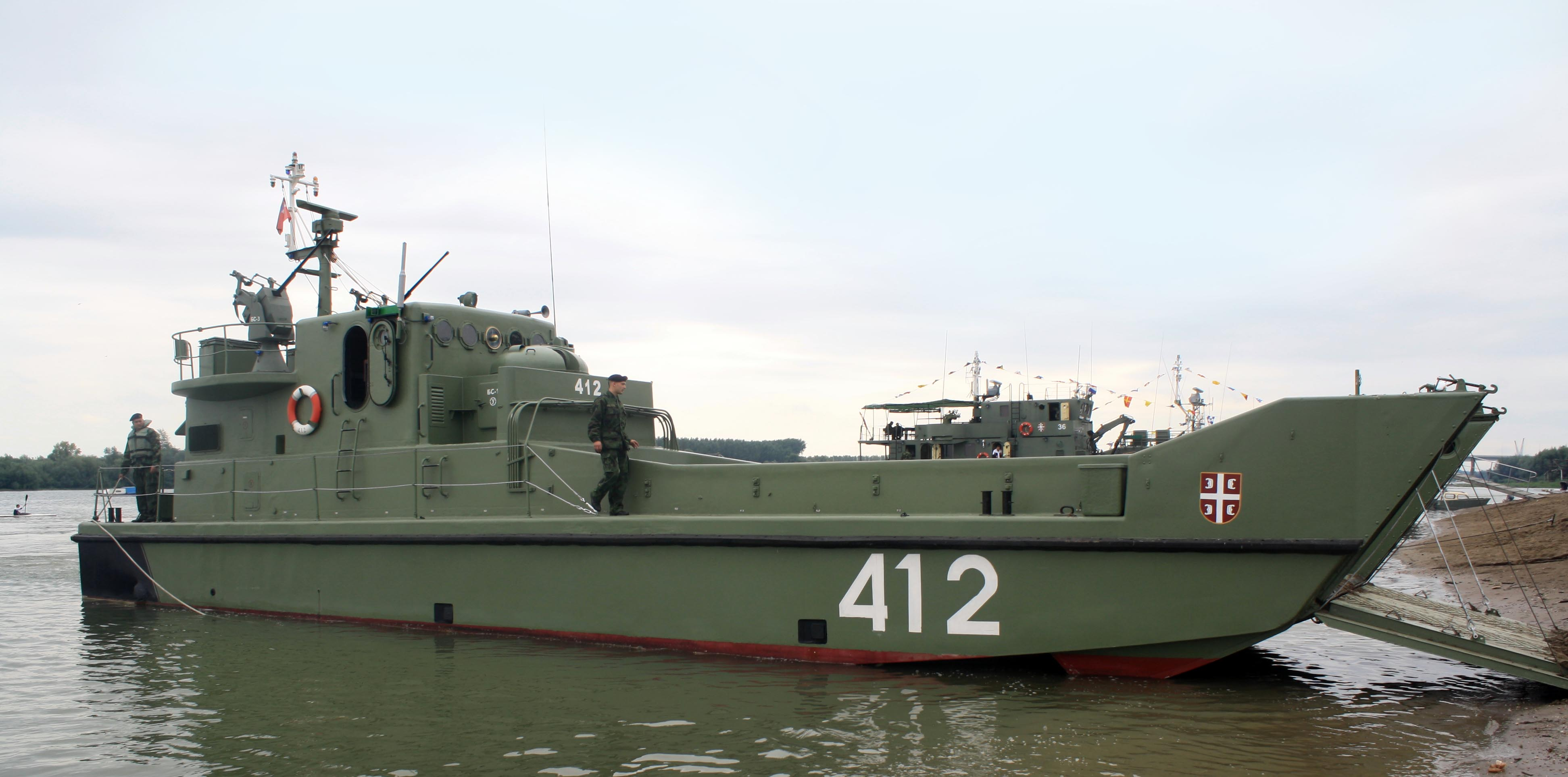
Um barco DČJ-412 da patrulha fluvial das Forças Armadas Sérvias.
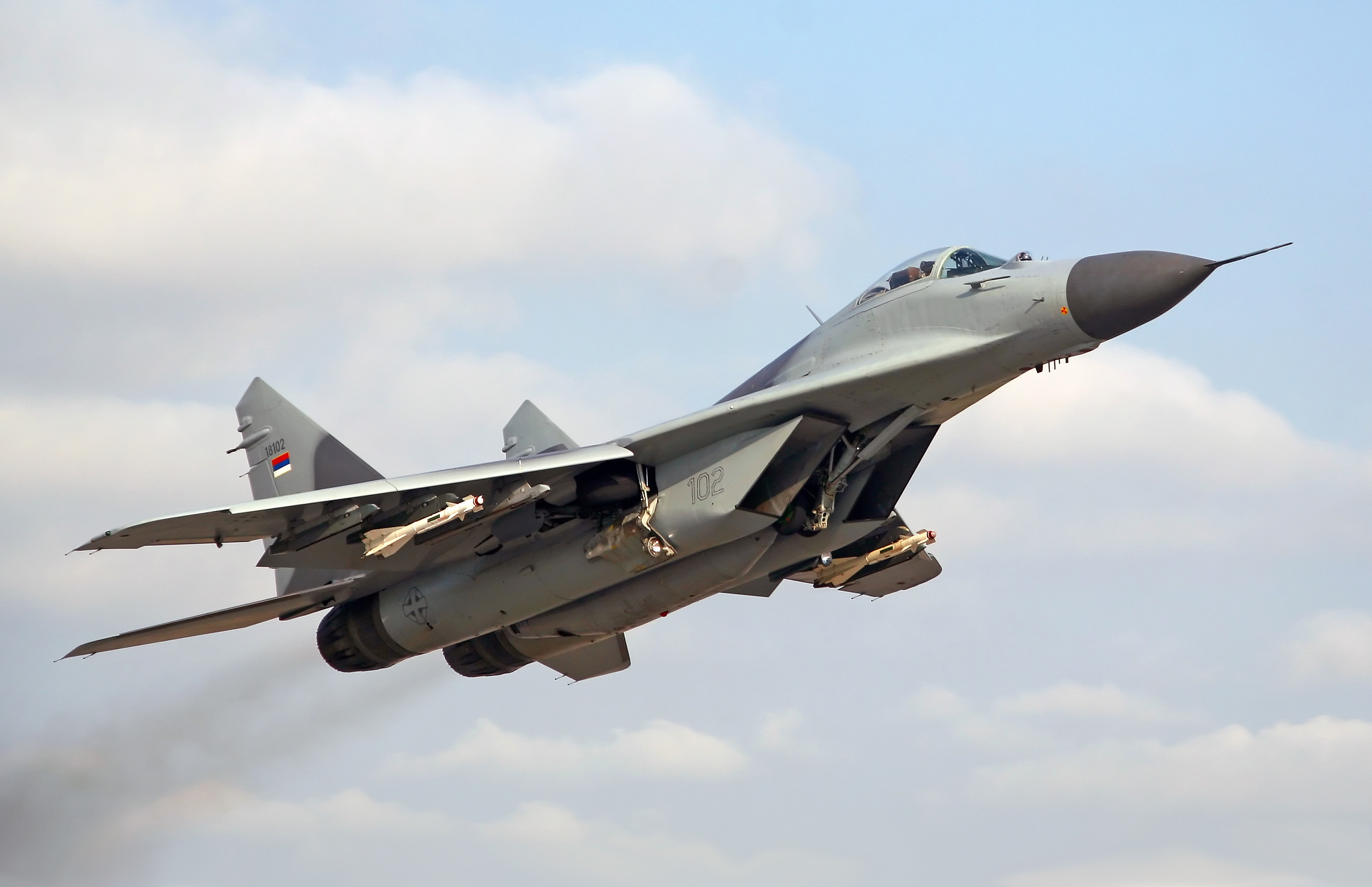
Um caça MiG-29 da Força Aérea da Sérvia.
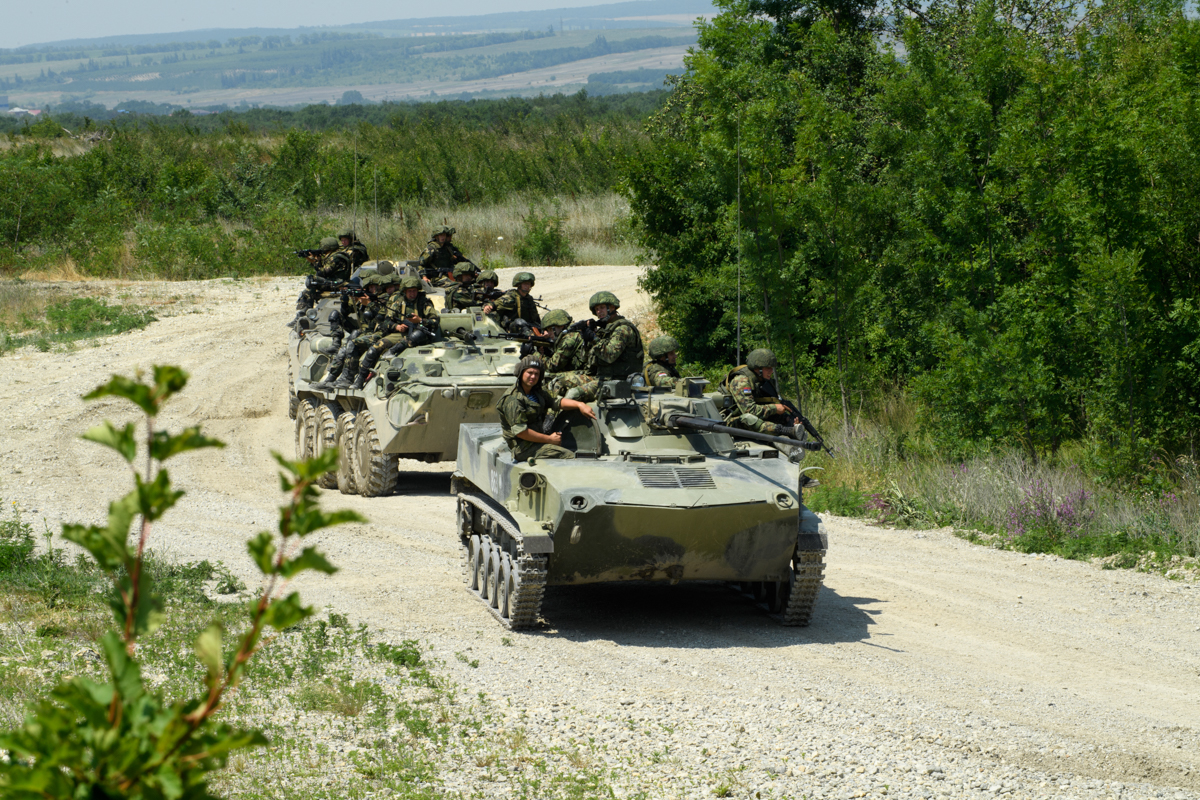
Blindados BMD-2 do exército sérvio.